# Kellenspitze
Die Kellenspitze, oft auch Kellespitze oder Köllenspitze genannt, ist mit 2238 m ü. A. der höchste Berg der Tannheimer Berge. Er liegt im österreichischen Bundesland Tirol. Ursprünglich hieß der Berg im Volksmund Metzenarsch, als aber im Jahre 1854 Marie Friederike von Preußen das Jagdhaus auf dem Tegelberg besuchte und man ihr die umliegenden Gipfel erklärte, griff man kurzfristig zu dem Flurnamen In der Kelle am Fuße des Berges, da der originale Name, der auf eine Matz, also eine Prostituierte hinwies, unpassend erschien.

## Umgebung
Die Spitze liegt gut zwei Kilometer Luftlinie nordöstlich von Nesselwängle und sieben Kilometer westlich von Reutte. In nördlicher Richtung erstreckt sich das Raintal und südlich der Anfang des Tannheimer Tals. Benachbarte Berge sind im Süden der Hahnenkamm (1940 m), im Osten die Gehrenspitze (2163 m) und im Westen der Gimpel (2176 m) und die Rote Flüh (2111 m).

## Geologie
Die Tannheimer Berge gehören zu den Nördlichen Kalkalpen, deren Auffaltung im Verlauf der alpidischen Gebirgsbildung in der Unterkreide vor etwa 140 Millionen Jahren begann und bis heute noch nicht ganz abgeklungen ist. Im Zuge der Auffaltung haben sich verschiedene aus Sedimentgestein bestehende Decken (übereinander geschobene, vom Untergrund gelöste Teile der Erdkruste) aufgestapelt, die als Lechtaler Decke im Bereich der Kellenspitze zu Tage treten. Gipfel und Nordseite bestehen aus Wettersteinkalk, während die Südflanke aus weichem Mergel, den so genannten Partnach-Schichten, besteht.

## Stützpunkte und Besteigung
Der Normalweg für die leichteste Besteigung der Kellenspitze verläuft über die Nordwestseite von der Nesselwängler Scharte aus. Stützpunkt für diesen Weg ist die Tannheimer Hütte auf 1713 Meter Höhe. Von der Hütte führt der Anstieg in nördlicher Richtung steil über die Schotterhänge des Gimpelkars hinauf zur Scharte, dann rechts hinauf in leichter Kletterei im Schwierigkeitsgrad UIAA I, stellenweise II, auch mit kurzen Drahtseilversicherungen, in, laut Literatur, gut zwei Stunden zum Gipfel. Alternativ führt auch von der Otto-Mayr-Hütte im Norden ein Weg zur Nesselwängler Scharte.
Weitere Aufstiegsmöglichkeiten bieten ein Klettersteig (Grad D) durch die Südflanke sowie eine Kletterroute (III) über den Westgrat. In beiden Fällen wird dann über den Normalweg abgestiegen.
Eine 2050 Meter hohe Felsnadel im Ostgrat wird als Babylonischer Turm bezeichnet. Auch auf ihn führen zahlreiche Kletterrouten.